# Diglossa cyanea
Diglossa cyanea là một loài chim trong họ Thraupidae.